# HMS Eagle (R05)
Авіаносець «Ігл» (англ. HMS Eagle (R05))  — британський важкий ударний авіаносець типу «Одейшес». 19-й корабель з такою назвою у складі ВМС Великої Британії.

## Історія створення
Авіаносець «Ігл» був закладений 24 жовтня 1942 року на верфі «Harland and Wolff» у Белфасті під назвою «Одейшес» (англ. Audacious), яка й дала найменування всій серії авіаносців. На початку 1946 року перейменований на «Ігл» на честь авіаносця, який загинув у серпні 1942 року. Спущений на воду 19 березня 1946 року, вступив у стрій 1 жовтня 1951 року.

## Історія служби
Після вступу у стрій у 1952 році корабель став флагманом флоту Метрополії. У вересні 1952 року брав участь у найбільших після закінчення Другої світової війни навчаннях Мейнбрейс.
У 1953 році брав участь у святкових заходах з нагоди коронації Єлизавети II.
У 1954—1955 роках корабель пройшов ремонт та модернізацію, під час якої був оснащений кутовою польотною палубою та дзеркальною системою посадки.
У 1956 році авіаносець брав участь у бойових діях під час Суецької кризи, завдаючи ударів по аеродромах та сухопутних позиціях єгипетських військ. За 6 днів було здійснено 621 виліт.
З травня 1959 року по травень 1964 року авіаносець пройшов модернізацію у Девонпорті. На кораблі були встановлені нові потужніші катапульти, після чого він міг запускати важкі літаки «Фантом». Кут відхилення польотної палуби від поздовжньої площини корабля збільшили до 8,5°. Водотоннажність корабля зросла до 54 100 тонн. Щоб компенсувати збільшення маси, була зменшена товщина бронювання польотної палуби. Потужність бортової електростанції досягла 8250 кВт.
Кількість 114-мм гармат зменшили до 8 стволів, зенітні автомати «Бофорс» були демонтовані, замість них встановили 6 зчетверених пускових установок ЗРК «Seacat». Також під час модернізації встановили нове радіоелектронне обладнання.
Після модернізації авіаносець вирушив на Далекий Схід. У 1965 році патрулював Малаккську протоку під час перевороту в Індонезії. У 1966 році здійснював патрулювання біля узбережжя Африки, прикриваючи повітряний простір Замбії від можливого вторгнення Родезії, а також здійснював блокаду порту Бейра з метою перехоплення танкерів з нафтою, призначеною для Родезії.
Пізніше авіаносець здійснив ще декілька походів на Далекий Схід та брав участь у навчаннях НАТО.
У 1972 році «Ігл» був виведений в резерв. З нього було демонтоване радіоелектронне обладнання та пускові установки ЗРК, сам корабель використовувався як джерело запасних частин для авіаносця «Арк Роял». У 1978 році він був проданий на злам.